# Dekabristopstanden
Dekabristopstanden (russisk: Восстание декабристов, translit.: Vosstanie dekabristov, også kaldet Dekabristoprøret) var et kupforsøg, der fandt sted i Sankt Petersborg, hovedstaden i Det Russiske Kejserrige, den 14. december(jul.: 26. december) 1825 udløst af kejser Aleksandr 1.'s pludselige død.
Aleksandrs forventede tronfølger, storhertug Konstantin, havde uden hoffets vidende afslået at overtage tronen, og Konstantins yngre bror Nikolaj Pavlovitj besteg tronen som "imperator" (kejser) som Nikolaj 1. af Rusland. Store dele af den kejserlige russiske hær havde svoret loyalitet til Kejser Nikolaj 1., men en en gruppe officerer, hvoraf mange var fra livgarden, forsøgte at forhindre Nikolaj i at overtage tronen i et forsøg på at afskaffe autokrati og livegenskabet og at opnå en ændring af det russiske politiske system. 
Selvom oprørerne var svækket af uenighed mellem deres ledere, konfronterede de med en styrke på ca. 3.000 mand loyalisterne uden for Dumaen i nærværelse af en stor folkemængde. Under tumulten blev kejserens udsending, Mikhail Miloradovitj, dræbt. Herefter åbnede loyalisterne ild med tungt artilleri, hvilket spredte oprørerne. Efterfølgende blev mange af oprørerne dødsdømt, sendt i fængsel eller i eksil i Sibirien. Oprørerne blev kendt som Dekabristerne.(russisk: декабристы).
Opstanden og dens mål havde en stærk resonans i det russiske samfund, hvilket væsentligt påvirkede det socio-politiske liv under Nikolaj 1.'s regeringstid.

## Baggrund
Da Aleksandr 1. i 1801 tiltrådte som russisk "imperator" (kejser, zar) var han indstillet på at reformere det russiske samfund i en mere liberal retning og i overensstemmelse med de liberale strømninger, der gik i gennem Europa på dette tidspunkt. I begyndelsen af Aleksandr 1.'s regeringstid blev gennemført visse reformer i det russiske samfund. Napoleonskrigene, og ikke mindst Napoleons invasion af Rusland i 1812 medførte store omvæltninger i det russiske samfund. Ved afslutningen af Napoleonskrigene, hvor Rusland stod som en af sejrherrerne, fik russiske officerer bl.a. gennem deltagelse i indtoget i Paris en mulighed for at stifte bekendtskab med mere vestlige og liberale samfund, hvilket gav grobund for en række selskaber i officerskredse, der ønskede yderligere reformer i samfundet. Et af tidens store spørgsmål i Rusland var livegenskabet, der indebar, at størstedelen af Ruslands befolkning levede under slavelignende forhold. Livegenskabets ophævelse blev kædet sammen med en indskrænkning af monarkens beføjelser. 
Der dannedes i årene fra 1814 og senere en række mere eller mindre hemmelige selskaber med deltagelse af officerer, der havde til formål at arbejde for en reformering af det russiske samfund, herunder en afskaffelse af livegenskabet. I 1818 blev i værksat arbejde for at udarbejde en ny forfatning for Rusland samtidig med, at livegenskabet blev ophævet i de baltiske provinser i årene 1816-1819. I perioden opstod uro i dele af det russiske samfund, hvilket Aleksandr 1. opfattede som udslag af den politiske liberalisering, hvilket fik ham til at gå i en mere konservativ retning.
Der blev oprettet flere mere eller mindre hemmelige selskaber med målet at reformere det russiske samfund i tiden efter 1814. Centrale blandt disse var "Frelsens Union" dannet i 1816 i Skt. Petersborg og "Velstandens Union" dannet i 1818 i Moskva. Selskaberne blev i 1821/1822 omorganiseret og herefter fremstod som de væsentlige hemmelige selskaber det "Sydlige", der var aktiv i Ukraine, og det "Nordlige", der havde centrum i Sankt Petersborg. I september 1825 sluttede De Forenede Livegnes Sammenslutning, der blev grundlagt af brødrene Borisov, til det sydlige selskab.
I Den Nordlige Sammenslutning blev hovedrollen spillet af Nikita Muravjov, Aleksandr Muravjov, Sergej Trubetskoj og senere den berømte digter Kondraty Ryleev, der samlede de militante republikanere omkring ham. I Den Sydlige Sammenslutning var lederen oberst Pavel Pestel.
De politiske mål for Den Nordlige Sammenslutning var udover en afskaffelse af livegenskabet en omdannelse af monarkiet til et konstitutionelt monarki i stil med det britiske kongehus med begrænsede magtbeføjelser og med et folkevalgt parlament. Den Sydlige Sammenslutning var mere radikal og krævede monarkiets afskaffelse, omfattende landreformer, hvor halvdelen af jorden blev statsejet og den anden halvdelt fordelt blandt bønderne. I september 1825 sluttede den Panslaviske union sig til Den Sydlige Sammenslutning. Den Panslaviske Union havde samme mål som Den Sydlige Sammenslutning, men lagde vægt på etablering af en føderation af de slaviske lande, et program, som Den Sydlige Sammenslutning bakkede op om efter Unionen gav sin støtte til sammenslutningen.

## Aleksandr 1.'s død og efterfølgende krise
Den russiske kejser ("imperator") Aleksandr I døde den 1. december 1825 (19. november efter den gregorianske kalender) uden at efterlade sig (ægte) børn, da hans to døtre var døde i barndommen. Dødsfaldet ledte til en forfatningsmæssig krise i Rusland. Aleksandrs to brødre, Konstantin Pavlovitj havde i et hemmeligt dokument tidligere frasagt sig arveretten til tronen til fordel for sin yngre bror Nikolaj Pavlovitj, som imidlertid var ekstremt upopulær  blandt den højeste militære og bureaukratiske elite. Nikolaj Pavlovitj havde derudover under pres fra generalguvernør i Skt. Petersborg, grev M. A. Miloradovitj givet afkald på sine rettigheder til tronen til fordel for Konstantin Pavlovitj. Den 9. december (27. november) blev Konstantin sværget ind som efterfølger til Aleksandr 1. og ny kejser (imperator) af Rusland. Konstantin accepterede ikke tronen og en uklar og ekstremt anspændt situation opstod, hvorefter Nikolaj besluttede at erklære sig  som kejser. Efter en lang natssession den 13.-14. december 1825 besluttede Dumaen af sværge Nikolaj ind som Nikolaj 2. af Rusland.)

## Oprøret på Senatspladsen
Ved Aleksandrs død havde livgarden svoret troskab til den da formodede efterfølger Konstantin Pavovitj, men da Konstantin frasagde sig tronen og Nikolaj i stedet senere gjorde krav på den, reagerede Den Nordlige Sammenslutning. Ved en række hemmelige møder besluttede medlemmerne ikke at aflægge troskabsed til Nikolaj.
Om morgenen den 26. december 1825 (14. december) samledes en gruppe officerer med kommando over ca. 3.000 mand på Senatspladsen i foran paladset i Sankt Petersborg, hvor de nægtede at aflægge troskabsed Nikolaj, og i stedet erklærede deres troskab til Konstantin. Oprørerne havde forventet tilslutning fra de øvrige tropper i Sankt Petersborg, men støtte herfra udeblev. Oprøret var hæmmet af, at dets leder, fyrst Trubetskoj, forlod masserne, ligesom næstkommanderende oberst Bulatov også forlod pladsen. Efter hurtig konsultation blandt de resterende officerer blev fyrst Jevgenij Obolenskij udpeget til oprørets leder.
Herefter var situationen fastlåst. De omkring 3.000 mand på pladsen stod ansigt til ansigt mod ca. 9.000 mand loyale overfor Nikolaj 1. Der var enkelte skud, der blev løsnet fra rebellernes side, men ingen egentlige kamphandlinger. en stor mængde civilister kiggede på, og fraterniserede med rebellerne, men deltog ikke i oprøret. Efter flere timer viste Nikolaj sig på pladsen og sendte grev Mikhail Miloradovitj til at forhandle med rebellerne. Miloradovitj påbegyndte en tale, men blev skudt i ryggen af Pjotr Kakhovskij og herefter stukket ned at Jevgenij Obolenskij, hvorefter han døde. 
Efter at det meste af dagen var gået med frugtesløse forhandlinger med rebellerne, beordrede Nikolaj et kavaleriangreb mod rebellerne, men angrebet slog fejl, da hestene ikke kunne stå fast på Senatpladsens tilisede brosten, og kavaleriet måtte trække sig tilbage. Herefter, da dagen var næsten omme, gav Nikolaj ordre til at åbne artilleriild med kardæsker. Artilleriangrebet var voldsomt og rebllerne måtte flygte. Flere forsamlede på på den frosne flod Neva, men yderlige beskydning mod dem fik isen til at sprække, og flere rebeller druknede i floden. Oprøret i nord var herefter slået ned.

## Oprør i syd
Dagen inden begivenhederne i Sankt Petersborg var lederen af Den Sydlige Sammenslutning , Pavel Pestel, blevet arresteret. I dagene efter blev flere andre ledere i sammenslutningen arresteret. Da Den Sydlige Sammenslutning blev bekendt med begivenhederne i Sankt Petersborg to uger efter de havde fundet sted, diskuterede Sammenslutningen gennemførelsen af et oprør.  Den Panslaviske Union gennemførte befrielsesaktioner af flere af de arresterede medlemmer af Sammenslutningen. En af de befriede ledere, Sergej Muravjov-Apostol, påtog så ledelsen af oprøret. Sammenslutningen havde base i Tultjin mellem Kijev og Bila Tserkva. Oprøret brød ud den 10. januar 1826 (29. december 1825) og oprørerne marcherede mod Kijev, men opgav. Regeringshæren åbnede ild med artilleri, og oprøret var endelig nedkæmpet den 15. januar (3. januar) 1826.

## Arrestationer og retssager
De overlevende ledere blandt oprørerne i syd blev sendt til Sankt Petersborg for at blive retsforfulgt sammen med de arresterede ledere fra nord. Kakhovskij, der havde dræbt Mikhail Miloradovitj på Senatspladsen blev hængt samme med fire andre ledere af Decembristne: Pavel Pestel; digteren Kondratij Rylejev; Sergej Muravjov-Apostol og Mikhail Bestusjev-Rjumin. Andre 31 Decembrister fik langvarige fængselsstraffe og adskillige af deltagerne i oprøret blev sendt i eksil til Sibirien, Kasakhstan og Fjernøsten.

## Decembristerne i eksil i Sibirien
Den første deportation af tilfangetagne decembrister blev sendt af sted til Sibirien i sommeren 1826. Rejsen til de fjerntliggende egne af imperiet var lang og udmattende, men for flere af de højtstående officerer og adelige var det en tiltrængt afveksling fra livet i fængsel. En af decembristerne, Nikolaj Vasilivitj Basargin var syg ved rejsens begyndelse, men beskrev i sine memoirer at han genfandt styrke under rejsen, og han beskriver rejsen til Sibirien i et let og positivt lys med en hyldest til "de simple mennesker" og de smukke landskaber. Det var dog ikke alle deporterede, der oplevede rejsen positiv. Hvor højere rangerede militærfolk blev behandlet forholdsvist respektfult blev de deporterede menige soldater udsat for en mere hårdhændet behandling. De deporterede måtte gå til fods til Sibirien gennem uvejsomme landskaber, lænket sammen med almindelige kriminelle.
Femten decembrister blev dømt for forbrydelser mod staten i dømt til eksil i øde lokaliteter som Surgut, Irkutsk, Jakutsk m.fl., hvor befolkningen hovedsagelig bestod af områdernes oprindelige sibiriske folk som tungusere, jakutere, sibiriske tatarer, ostjakker, mongoler og  burjatere.
De eksilerede var i stand til at opretholde kontakt med hinanden og til fortsat at fungere som et kontaktnetværk.
Lokalbefolkningen tog godt imod decembristerne, og var med til at sikre, at de kunne kommunikere med hinanden og deres venner og famlie på trods af de store afstande og regeringens tiltag for at hindre sådan kommunikation. Der var også blandt den russiske befolkning i området (handelsfolk og statslige tjenestemænd) sympati for decembristerne. For befolkningen af decembristerne "generaler, der havde afvist at aflægge troskabsed til Nokolaj 1.", og som var udsat for politisk forfølgelse som følge af loyalitet over for folket.
De Aleksandr 2. i august 1856 overtog tronen fra Nikolaj 1., blev der givet amnesti til de overlevende decembrister og deres rettigheder blev givet dem tilbage; dog fik de ikke deres adelige titler tilbage, men deres børn kunne tage de adelige tilter.